# Gregor Laschen
Gregor Laschen (* 8. Mai 1941 in Ueckermünde; † 2. Juni 2018 in Lingen (Ems)) war ein deutscher Dichter, Schriftsteller und Herausgeber.

## Leben und Werk

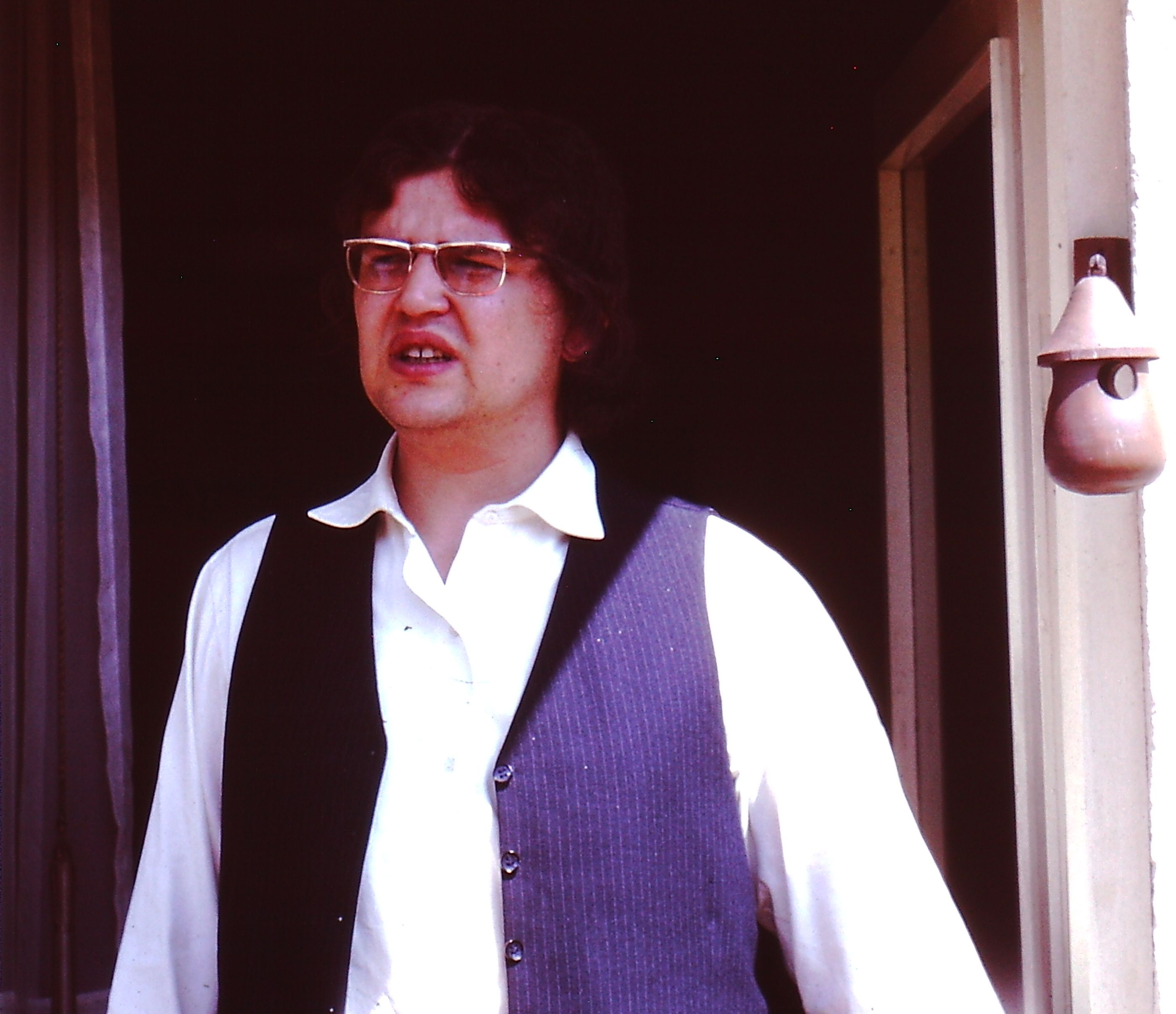
Gregor Laschen, 1970

Nach dem Abitur in Minden studierte Gregor Laschen in Kiel, Zürich, Berlin, Würzburg und Bonn Neuere Deutsche Literatur, Philosophie und Kunstgeschichte. 1967 nahm er an der Tagung der Gruppe 47 teil. 1970 promovierte er mit einem Thema zur DDR-Lyrik. Von 1972 bis 2002 war er Dozent für Neue Deutsche Literatur an der niederländischen Universität Utrecht. Laschen initiierte 1988 das Übersetzungsprojekt „Poesie der Nachbarn“, das jährlich im Künstlerhaus Edenkoben stattfindet. In der „Edition Die Horen“ gab er 17 Bände einer Poesie-Reihe mit Länderschwerpunkten heraus. Er übersetzte das Werk der niederländischen Schriftstellerin Judith Herzberg. Laschen entwarf Ausstellungskonzepte und war als Literaturkritiker tätig.
Er war Mitglied des PEN-Zentrums Deutschland sowie des niederländischen P.E.N.-Zentrums.
Gregor Laschen lebte in Utrecht und im Kunst- und Kulturzentrum Bahnhof Rolandseck, bis er 2008 nach Bremen übersiedelte.

## Jammerbugt Notate
Für den Gedichtband Jammerbugt Notate erhielt Laschen 1996 den „Peter-Huchel-Preis“. Die Frankfurter Allgemeine Zeitung vermerkte, dass die Jury ein „Außenseiterwerk“ würdige, das bisher „noch keine einzige Rezension erhalten habe“. Die Entscheidung stelle „eine veritable Entdeckung dar, die auf ein Werk von verstörender Intensität voller Momente der Widerständigkeit“ aufmerksam mache. Die Gedichte wirken befremdend und dunkel, haben Beziehung zur modernen Malerei, indem sie sich mit Bildern und Objekten auseinandersetzen. Diesen bitteren Fragmenten stand „die Kritik weitgehend sprachlos gegenüber, auf dem knappen Raum einer Rezension scheinen sie nicht zu bändigen.“ Stefan Wieczorek schreibt weiter: „Gelesen werden können die ‚Jammerbugt-Notate‘ auch als Relektüre des eigenen Werks. Keines der Hauptwörter der Dichtung Laschens fehlt und allesamt scheinen sie in das Fragment zu münden.“

## Poesie der Nachbarn
Laschen war der Begründer und langjährige Leiter des vom Künstlerhaus Edenkoben und der Stiftung Arp Museum veranstalteten europäischen Lyrik-Übersetzungsprojekts „Poesie der Nachbarn – Dichter übersetzen Dichter“. Bei der „Edition Die Horen“ gab er dazu zahlreiche Gedichtanthologien heraus, in denen jeweils dem Originaltext die deutsche Nachdichtung gegenübergestellt ist. Jeder Band ist das Ergebnis eines europäischen Lyrikertreffens. Als sein Nachfolger leitet Hans Thill das Projekt. In Laschens 2004 erschienenem Gedichtband Die Leuchttürme tun was sie können griff der Autor auf seine Projekttätigkeit zurück, für die er im Laufe der Jahre ein Korrespondentennetzwerk mit Lyrikern und über Lyrik geschaffen hatte. Er hat Beobachtungen und Reflexionen verarbeitet und die Leitmotive seiner Arbeit sichtbar gemacht. Es ist ein Buch „mit bewegenden Gedichten, die von den existenziellen Zerreißproben jener Künstler handeln“, schreibt Michael Braun und fährt fort: „Was dieses neue Gedichtbuch Gregor Laschens so ergreifend macht, ist die emphatische Innigkeit, mit der dieser Autor an dem Wahrheitsanspruch einer sprachmagischen Dichtkunst festhält.“

## Zitat
- Naturgedicht 7

„Ab und aus- / geschrieben epochenlang / die sechs anderen Wälder vorher, / deutsche / Metapher von Kindesbeinen an, Gattung / aus Gründen. Das Naturgedicht / ist der letzte Text über die / Naturgedichte lange vor uns, hölzerne Suche / nach Bäumen in Gedichten / über was man / für ein Verbrechen hielt, als / es / noch / Bäume / gab.“

## Einzeltitel
- Die Leuchttürme tun was sie können. Gedichte. Zu Klampen, Springe 2004, ISBN 3-933156-80-7.
- Im Fremdwort zuhaus. Eine Anthologie für Gregor Laschen zum 60. Geburtstag. Hrsg. von Hans Thill, Wunderhorn, Heidelberg 2001, ISBN 3-88423-180-4.
- Jammerbugt-Notate. Gedichte. Wunderhorn, Heidelberg 1995. ISBN 3-88423-098-0.
- Bruno Goller. Bilder, Zeichnungen. (Mitverfasser), Stiftung Bahnhof Rolandseck 1991, ISBN 3-927473-08-1.
- Anrufung des Horizonts. Skagen-Zeit. Gedichte. Mit Bildern von Stefan Schwerdtfeger. Wirtschaftsverlag NW Verlag für neue Wissenschaft, Bremerhaven 1987, ISBN 3-88314-675-7.
- Zerstreuung des Alphabets. Hommage à Arp. Hans/Jean Arp zum 100. Geburtstag 1986. Wirtschaftsverlag NW Verlag für neue Wissenschaft, Bremerhaven 1998, ISBN 3-88314-517-3.
- Die andere Geschichte der Wolken. Gedichte. Hanser, München und Wien 1983, ISBN 3-446-13801-3.
- Der zerstückte Traum. Für Erich Arendt zum 75. Geburtstag. Agora, Berlin und Darmstadt 1978, ISBN 3-87008-082-5.
- Lyrik in der DDR. Anmerkungen zur Sprachverfassung des modernen Gedichts. Athenäum-Verlag, Frankfurt/M. 1971.
- Ankündigung der Hochzeitsnächte. Suhrkamp, Frankfurt/M. 1967.

## Herausgabe
- Vom Ohrenbeben zu Edenkoben. Texte. Wunderhorn, Heidelberg 2007. ISBN 978-3-88423-279-8.
- Leb wohl lila Sommer. Gedichte aus Russland. Wirtschaftsverlag NW Verlag für neue Wissenschaft, Bremerhaven 2004. ISBN 3-88423-219-3.
- Königs Schiffe vor Eden. Poesie der Nachbarn – Dichter übersetzen Dichter. Wirtschaftsverlag NW Verlag für neue Wissenschaft, Bremerhaven 2003. ISBN 3-89701-986-8.
- Atmen lang von Babel her. Poesie aus Griechenland. Wirtschaftsverlag NW Verlag für neue Wissenschaft, Bremerhaven 2003. ISBN 3-89701-985-X.
- Die Heimkehr in den Kristall. Poesie aus Finnland. Wirtschaftsverlag NW Verlag für neue Wissenschaft, Bremerhaven 2002. ISBN 3-89701-887-X.
- An die sieben Himmel. Sieben Lyriker und Erzähler besuchen sieben Landschaften. Wunderhorn, Heidelberg 2002. ISBN 3-88423-192-8.
- Die Bogenform der Erinnerung. Poesie aus Portugal. Bremerhaven 2001. ISBN 3-89701-729-6.
- Ich ist ein andrer ist bang. Poesie aus Rumänien. Bremerhaven 2000. ISBN 3-89701-571-4.
- Die Freiheit der Kartoffelkeime. Poesie aus Estland. Bremerhaven 1999. ISBN 3-89701-381-9.
- Schönes Babylon. Gedichte aus Europa in 12 Sprachen. DuMont, Köln 1999. ISBN 3-7701-4844-4.
- Das Zweimaleins des Steins. Poesie aus Irland. Bremerhaven 1998. ISBN 3-89701-198-0.
- Das erste Paradies. Poesie aus Norwegen. Bremerhaven 1997. ISBN 3-89701-025-9.
- Der Finger Hölderlins. Poesie aus Frankreich. Bremerhaven 1996. ISBN 3-89429-731-X.
- Die Mühle des Schlafs. Poesie aus Italien. Bremerhaven 1995. ISBN 3-89429-930-4.
- Hör den Weg der Erde. Poesie aus Bulgarien. Wirtschaftsverlag NW Verlag für neue Wissenschaft, Bremerhaven 1994. ISBN 3-89429-490-6.
- Eine Jacke aus Sand. Poesie aus den Niederlanden. Wirtschaftsverlag NW Verlag für neue Wissenschaft, Bremerhaven 1993. ISBN 3-89429-290-3.
- Ich bin der König aus Rauch. Poesie aus Spanien. Wirtschaftsverlag NW Verlag für neue Wissenschaft, Bremerhaven 1991. ISBN 3-89429-121-4.
- Inzwischen fallen die Reiche. Wirtschaftsverlag NW Verlag für neue Wissenschaft, Bremerhaven 1990. ISBN 3-89429-036-6.
- Mein Gedicht ist mein Körper. Neue Poesie aus Dänemark, Wirtschaftsverlag NW Verlag für neue Wissenschaft, Bremerhaven 1989. ISBN 3-88314-914-4.
- Jahrbuch der Lyrik (mit Christoph Buchwald), Luchterhand, Darmstadt und Neuwied 1984.
- Lyrik aus der DDR. Anthologie, Benziger, Zürich und Köln 1973. ISBN 3-545-36207-8.

## Auszeichnungen
- 1996 Peter-Huchel-Preis
- 2004 Kester-Haeusler-Ehrengabe der Deutschen Schillerstiftung
- 2008 Stadtschreiber zu Rheinsberg